# Тушево (Гірськомарійський район)
Ту́шево (рос. Тушево, марій. Каваште Шурмарий) — присілок у складі Гірськомарійського району Марій Ел, Росія. Входить до складу Пайгусовського сільського поселення.

## Населення
Населення — 63 особи (2010; 54 у 2002).
Національний склад (станом на 2002 рік):
- гірські марійці — 98 %